# Al-Ahly Tripolis
Al Ahli Sports Club (arabisch النادي الأهلي الرياضي, DMG an-Nādī l-Ahlī ar-riyāḍī), auch bekannt als Al-Ahly Tripolis, ist ein libyscher Fußballverein mit Sitz in Tripolis. Er gehört zu den erfolgreichsten Klubs des Landes. Seine Heimspiele trägt der Verein im Stadion des 11. Juni aus. Das Wappen des Klubs besteht aus einem grün-weißen Hintergrund mit einer Fackel auf einem Umriss von Libyen. Die Fackel soll die Unabhängigkeit des Landes symbolisieren, die nur wenige Monate nach der Gründung des Klubs erreicht wurde. Nach dem Gewinn des zehnten Titels in der libyschen Premier League im Jahr 2000 wurde das Wappen des Vereins geändert und mit einem Stern versehen.

## Geschichte
Eine Gruppe junger Leute aus Tripolis beschloss 1950 einen Fußballverein zu gründen und diesen Verein Al Istiqlal zu nennen, was Unabhängigkeit bedeutet. Die britische Verwaltung lehnte diesen Namen jedoch ab, da er eine Revolte gegen ihre Macht symbolisieren würde. Der Verein wurde daraufhin in Al-Ahly umbenannt, was so viel wie „Das Volk“ bedeutet, und wählte als Vereinsfarbe Grün, um Unabhängigkeit, Frieden und Hoffnung für das Land zu symbolisieren. Der Verein gewann die erste nationale Meisterschaft in der Saison 1967/68, musste dann aber sieben Jahre lang bis zum nächsten Sieg in der Saison 1970/71 warten. Der Verein gewann zwei der nächsten drei Titel und holte den letzten vor der Auflösung der Liga in der Saison 1977/78. Im Jahre 1984 erreichte der Verein das Finale des Afrikapokals der Pokalsieger, wo er jedoch nicht gegen Al-Ahly Kairo antreten konnte, da die schlechten Beziehungen zwischen Libyen und Ägypten zu dieser Zeit dazu führten, dass libysche Vereine nicht gegen ägyptische Vereine antreten durften.

## Erfolge
Nationale Erfolge
- Libyscher Meister (13)
  - 1964, 1971, 1973, 1974, 1978, 1984, 1993, 1994, 1995, 2014, 2016, 2023[2]
- Libyscher Pokalsieger (6)
  - 1976, 1994, 2000, 2001, 2006, 2016
- Libyscher Supercup-Sieger (2)
  - 2000, 2017

Internationale Erfolge
- Afrikanischer Pokalsieger Wettbewerb: Erreichen des Finales 1984

## Trainer
- Theo Bücker (2007–08)
- Ruud Krol (2014)

## Stadtderby
Das traditionsreiche Stadtderby gegen Al-Ittihad Tripolis zählt zu den bedeutendsten Fußballbegegnungen Libyens. Die Partien finden im Tripoli International Stadium statt.